# Paladin des Ifs
Paladin des Ifs (né le 20 avril 1981, mort en avril 2006) est un étalon alezan de race Selle français, fils d'Uriel. Victorieux en saut d'obstacles, il est devenu par la suite un reproducteur réputé.

## Histoire
Paladin des Ifs naît le 20 avril 1981, dans l'élevage de Jules Pinteaux, à Saint-Vaast-la-Hougue dans la Manche. Jean-Louis Roudaut le découvre chez un marchand de chevaux, Gilbert Lefebvre, à l'âge de trois ans. Persuadé que ce cheval est un futur champion, il s'endette de l'équivalent de 35 000 euros pour l'acheter. Au début de son entraînement, Paladin des Ifs n'accepte que le saut en liberté. À l'âge de cinq ans, il prend la quatrième place du cycle classique, et boucle onze parcours avec succès. Il brille également en concours de modèle et allures.
Dès lors, Jean-Louis Roudaut reçoit de nombreuses offres d'achat, mais refuse de vendre son cheval. Il reçoit l'aide de ses amis, en particulier de Marin Karmitz, qui l'aident à créer un syndicat de copropriétaires dont il reste actionnaire majoritaire.
Paladin des Ifs remporte le Critérium des cavaliers en 1991 et plusieurs épreuves en Coupe des Nations en 1992, il est alors élu « cheval de l'année ».
Il meurt d'un arrêt cardiaque en 2006, à l'âge de 25 ans, au haras des Isles à la fin du mois d'avril. L'information est restée un moment incertaine.

## Description
Paladin des Ifs est un étalon Selle français de robe alezan doré, mesurant 1,70 m. Il est réputé pour sa grande prestance, la grande taille de ses jambes, et sa crinière hirsute. Il porte une cicatrice sur l'épaule gauche. Il est connu pour avoir eu des difficultés à cohabiter avec d'autres chevaux.
Il atteint un ISO (indice de saut d'obstacles) de 183 en 1992.

## Descendance
Paladin des Ifs est devenu étalon à Bonneville-la-Louvet. Il est le père de 127 poulains, pour la plupart en France, mais aussi en Belgique et aux Pays-Bas.